# Карл Генріх Еміль Кох
Карл Генріх Еміль Кох (нім. Karl Heinrich Emil Koch) — німецький ботанік-дендролог, помолог і письменник.

## Біографія
Спочатку Кох вивчав медицину в місцевому університеті Єни, але головним чином займався ботанікою і 1834 року став приват-доцентом ботаніки Єнського університету.
1836 року Кох здійснив подорож на Схід, відвідав Кавказ, Мінгрелію до Батумі, північну частину Вірменії, Перське плоскогір'я і Арарат. Головна мета цієї подорожі полягала у визначенні батьківщини плодових дерев. З цієї подорожі Кох повернувся 1838 року через Санкт-Петербург з багатими колекціями; результати подорожі він опублікував в творі: «Reise durch Russland nach dem Kaukas. Isthmus» (2 томи, Штутгарт, 1842-43).
1843 року Кох, за сприянням Фрідріха Вільгельма IV і Прусської академії наук, зробив другу подорож на Схід. Він відвідав Понтийське плоскогір'я, місцевості навколо Ардагана і Ерзурума і східну частину області, прилеглої до Євфрату. Опис цієї подорожі склав 3 томи твору: «Wanderungen durch dem Orient» (Веймар, 1846-47). Переселившись 1847 року в Берлін, Кох був призначений екстраординарним професором дендрології в університеті, а 1878 року він призначений директором Берлінського ботанічного саду.

## Твори
Головним твором його вважається «Dendrologie» (3 томи, Ерланген, 1869—1872); крім того, їм надруковані наступні твори: «Das natürliche System des Pflanzenreichs nachgewiesen in der Flora von Jena» (1839), «Beiträge zu einer Flora des Orientes» (Берлін, 1848—1851), «Hortus dendrologicus» (1853), «Die botanischen Gärten» (Берлін, 1860), «Die deutschen Obstgehölze» (Штутгарт, 1876). З 1857 по 1872 рік Кох видавав журнал: «Wochenschrift für Gärtnerei und Pflanzenkunde».